# 魯道巴尼奧

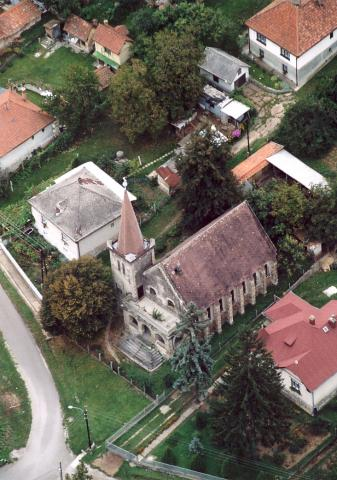

魯道巴尼奧是匈牙利的城鎮，位於該國東北部，由包爾紹德-奧包烏伊-曾普倫州負責管轄，面積16.46平方公里，2011年人口2,511，其中約六成居民信奉天主教。

## 友好城市
- 斯洛伐克多布希納 2011年
- 羅馬尼亞博爾塞克 2012年

## 外部連結
- Street map （页面存档备份，存于） （匈牙利文）
- Aerial photographs of Rudabánya （页面存档备份，存于）